# حمید بقایی
حمید بقایی (زادهٔ ۱۶ تیر ۱۳۴۸) سیاستمدار است که معاون اجرایی رئیس‌جمهور ایران در دولت دهم بود. وی رئیس سازمان میراث فرهنگی و گردشگری (از سال ۱۳۸۸ تا ۱۳۹۰) و دبیر «شورای عالی مناطق آزاد کشور و ویژه اقتصادی» بود. او دارای مدرک تحصیلی فوق لیسانس جغرافیای سیاسی است. وی در سازمان‌های دولتی مختلفی از جمله سازمان صدا و سیما، شهرداری تهران، وزارت علوم و سازمان میراث فرهنگی دارای مسئولیت‌ها و سوابق اجرایی بوده‌است. او همچنین معاون رئیس‌جمهور در دولت‌های نهم و دهم بود.

## اوایل زندگی
حمیدرضا بقایی در ۱۷ فروردین ۱۳۴۸ در شهر همدان به دنیا آمد. او به دلیل شغل پدرش که در لشکر ۸۱ زرهی کرمانشاه خدمت می‌کرد، در کرمانشاه ساکن شد. خانواده‌اش در تمام سال‌های جنگ در منطقه جنگی به سر برده‌اند و در اثر بمباران‌های رژیم صدام حسین سه بار خانه آن‌ها مورد آسیب جدی قرار گرفت. بقایی در سال ۱۳۶۶ از دبیرستانی در شهر کرمانشاه در رشته علوم تجربی دیپلم گرفت. او دو برادر دارد و در سال ۱۳۷۲ ازدواج کرده‌است.
پدر بقایی تا زمان امضای عهدنامه ۱۹۷۵ الجزایر در مناطق مرزی بین ایران و عراق حضور داشت. پدر بقایی همچنین در طول سال‌های جنگ ایران و عراق نیز، ضمن حضور در لشکر ۸۱ زرهی کرمانشاه در مناطق عملیاتی حضور داشت.

## ابتدای فعالیت
حمید بقایی در مهرماه سال ۱۳۶۶ به استخدام وزارت اطلاعات درآمد و هم‌زمان در دانشگاه امام باقر به تحصیل پرداخت. او سه سال و نیم بعد لیسانس «بررسی اطلاعات» دریافت کرد. وی در سال ۱۳۹۰ خورشیدی فوق لیسانس «جغرافیای سیاسی» گرفت. به نوشته شرق، تحصیلات بقایی در ابهام قرار دارد. به گفتهٔ نزدیکان بقایی، او در رشته‌های مدیریت و علوم اجتماعی تحصیل کرده. بر اساس یک گزارش رسانه‌ای دیگر او لیسانس مهندسی آی تی دارد.
حمید بقایی از ۱۳۶۶ تا ۱۳۷۲ در حوزهٔ ضد جاسوسی عراق در وزارت اطلاعات به عنوان «رئیس ادارهٔ بررسی» کار کرد. احتمالاً حمید بقایی در سال‌های پایانی جنگ ایران و عراق، در وزارت اطلاعات و در ستاد «مدیریت مناطق بحران» کار می‌کرده که مسئولیت آن با اسفندیار رحیم مشایی بود. رحیم مشایی در آن هنگام مسئول سیاست‌گذاری وزارت اطلاعات در مورد اقلیت‌ها، از جمله کردهای غرب کشور بود. بقایی سپس در معاونت ضد جاسوسی بخش مربوط به اسرائیل و عراق به عنوان رئیس اداره بررسی اطلاعات مشغول به کار شده‌است.
او در سال ۱۳۷۲ به اداره کل امور اجتماعی وزارت کشور منتقل می‌شود و تا سال ۱۳۷۸ در وزارت کشور فعالیت می‌کند. در وزارت کشور رئیس گروه آمار و اطلاعات و سپس رئیس گروه شورای اسلامی در اداره کل امور اجتماعی این وزارت خانه بود. آخرین سمت بقایی در وزارت کشور معاون اداره کل بازرسی و رسیدگی به شکایات بود. وی در سال ۱۳۷۸ از وزارت کشور به صدا و سیما رفت و در سمت مشاور مدیر شبکه پیام و مدیر طرح و برنامه این شبکه به فعالیت پرداخت. حمید بقایی در ادامه فعالیت خود در صدا و سیما، مدیر طرح و توسعه سیستم‌ها در معاونت فنی این سازمان شد و سپس به سمت مشاور این معاونت منصوب گردید.
وی همچنین در زمان تصدی محمود احمدی‌نژاد بر شهرداری تهران، ابتدا مشاور رئیس سازمان فرهنگی هنری شهرداری تهران و سپس سرپرست مرکز فناوری اطلاعات در این سازمان می‌شود.

## دولت محمود احمدی‌نژاد
او در حد فاصل سال‌های ۱۳۸۴ تا ۱۳۸۸ به عنوان قائم‌مقام رئیس سازمان میراث فرهنگی منصوب شد. سپس در تیرماه سال ۱۳۸۸ خورشیدی، با حکمی از سوی محمود احمدی‌نژاد به سمت معاون رئیس‌جمهور و رئیس سازمان میراث فرهنگی برگزیده شد و تا سال ۱۳۹۰ در این سمت بود.
حمید بقایی همچنین در سمت دبیر شورای عالی مناطق آزاد، فعالیت کرده و این مسئولیت را تا سال ۱۳۹۲ عهده‌دار بوده‌است. عضویت در کمیسیون‌های اقتصادی و فرهنگی دولت دهم از دیگر فعالیت‌های وی بوده‌است. حمید بقایی برای چهار سال مسئولیت اجرایی و پشتیبانی دفتر رئیس دولت‌های نهم و دهم را برعهده داشت.
بقایی در تاریخ ۲۰ فروردین ۱۳۹۰ با حفظ سمت از سوی محمود احمدی‌نژاد به عنوان معاون اجرایی و سرپرست نهاد ریاست جمهوری برگزیده شد. و در فاصله سال‌های ۱۳۹۰ تا ۱۳۹۲ در این سمت بود.
حمید بقایی بر اساس گزارش منتشر شده در سایت معاونت اداری و مالی سازمان صدا و سیما جمهوری اسلامی ایران، در تاریخ ۱ آبان ۱۳۹۰ از این سازمان بازنشسته شده‌است.
بقایی در سال ۱۳۹۱ از سوی احمدی‌نژاد به عنوان یکی از نمایندگان دولت در شورای عالی نظارت بر سازمان صدا و سیما منصوب شد و تا سال ۱۳۹۲ در این سمت ایفای نقش کرد.

### انتقاد از رفتار امپراتوری عثمانی
در اولین هفته از شهریور ۱۳۸۹ خورشیدی، رسانه‌های ترکیه به نقل از خبرگزاری ایرنا نوشتند: «حمید بقایی، رئیس سازمان میراث فرهنگی، در جریان همایشی با عنوان «ایران پل پیروزی» از «نسل‌کشی ارامنه» توسط امپراتوری عثمانی سخن گفته‌است.» روزنامهٔ حریت چاپ ترکیه به نقل از خبرگزاری ایرنا بخشی از اظهارات بقایی در این همایش را چنین نقل کرد: «صد سال پیش امپراتوری عثمانی علیه بخش بزرگی از جامعهٔ ارامنهٔ ساکن در این امپراتوری مرتکب نسل‌کشی شد.» اظهارات بقایی، موجب ناراحتی برخی از مسئولان ترکیه شد.

### درگیری‌های سیاسی در سال ۱۳۹۰
بقایی در اردیبهشت سال ۱۳۹۰ خورشیدی و در هنگام ریاست بر سازمان میراث فرهنگی، به علت خودداری از اجرای یکی از احکام دیوان عدالت اداری، به انفصال از خدمات دولتی به مدت چهار سال محکوم شد. بقایی در خصوص این ماجرا گفت: یک بنای تاریخی در شیراز را ما به عنوان یک اثر تاریخی اعلام کرده‌بودیم، سپس مالک این بنای تاریخی از سازمان میراث فرهنگی به دیوان عدالت اداری شکایت کرد و خواستار خروج ملک از فهرست آثار تاریخی و ملی شد. مالک قصد داشت بنای مذکور را تخریب کند. بقایی افزود: مالک به خواسته خودش رسید و ما به عنوان سازمان میراث فرهنگی، می‌بایست حکم دیوان عدالت را اجرا می‌کردیم؛ بنابراین ادامه دادن این شکایت بی‌پایه و اساس است. بقایی افزود: زمانی که دیوان عدالت اداری حکمی برای خروج یک اثر تاریخی از فهرست آثار ثبت شده ملی اعلام می‌کند، ثبت آن اثر تاریخی در میراث فرهنگی «باطل» می‌شود. به‌طور نمونه می‌توانیم به سرای دلگشا در بازار تهران اشاره کنیم که سال گذشته با حکم دیوان عدالت اداری تخریب شد. بقایی در پاسخ به اینکه چرا میراث فرهنگی در مقابل دیوان عدالت اداری کوتاه می‌آید و اجازه می‌دهد تا آثار تاریخی با حکم دیوان عدالت اداری تخریب شود، گفت: ما امکان خرید تمام آثار تاریخی را نداریم و از سوی دیگر موظف به اجرای احکام دیوان عدالت اداری هستیم.
مسعود علویان صدر، معاون سازمان میراث فرهنگی در این رابطه گفت: بقایی بعد از اینکه نسبت به خروج یکی از آثار به ثبت رسیده در فهرست آثار ملی واکنش نشان داد، از سوی دیوان عدالت اداری حکم انفصال از خدمت گرفت. آیا این باید آخر و عاقبت کسی باشد که از میراث فرهنگی دفاع می‌کند؟
در تیر ۱۳۹۱ خورشیدی، محمدجعفر منتظری رئیس وقت دیوان عدالت اداری گفت: حکم صادره در خصوص انفصال از خدمت حمید بقایی، منتفی شده‌است.

## بازداشت ۱۳۹۴
غلامحسین محسنی اژه‌ای سخنگوی قوه قضائیه در هشتادمین نشست خبری خود در ۱۸ خرداد ۱۳۹۴ عنوان کرد حمید بقایی که قرار بازداشت برایش صادر شده، از این تاریخ تحت بازداشت قرار می‌گیرد. سهراب سلیمانی، مدیرکل زندان‌های استان تهران گفت: قرار بازداشت آقای بقایی شش بار از زمان بازداشت او در تاریخ ۱۸ خرداد ۱۳۹۴ تمدید شده بود. وی در نهایت در تاریخ ۲۸ دی ۱۳۹۴ خورشیدی با تبدیل قرار بازداشت به کفالت، آزاد شد. دلیل بازداشت چندماهه وی تا زمان آزادی وی نامشخص ماند.
بقایی پس از آزادی از سلول انفرادی و با پشت سر گذاشتن ۲۲۵ روز از «بازداشت موقت» رهایی یافت. او پس از آزادی، شروع به شکایت از تعدادی از شخصیت‌های سیاسی از جمله محمد اشرفی اصفهانی کرد. سرانجام محمد اشرفی اصفهانی به دادگاه احضار و در دادگاه بدوی محکوم‌شد. در ادامه این ماجرا، اشرفی اصفهانی در تاریخ ۷ شهریور ۱۳۹۵ با انتشار نامه‌ای خطاب به حمید بقایی رسماً از بقایی عذرخواهی کرد تا رضایت بقایی را بدست آورد. اشرفی اصفهانی در نامه خود نوشت: «آنچه اینجانب در رابطه با جناب آقای حمید بقایی معاون اجرایی رئیس‌جمهور سابق گفته‌ام و در روزنامه قانون منتشر شده بود صحت نداشته و خلاف واقع بوده و از بابت این سخن مطرح شده از ایشان عذر می‌خواهم.»
در ۶ اسفند ۱۳۹۵ خورشیدی، بقایی در تشریح بازداشت خود گفت: «خدا را شاکرم که بنده را با کیسه معمولی کیسه نکشیدند، بلکه با سنگ پا مرا کیسه کشیدند! یعنی دیگر به جای ذره بین با میکروسکوپ در تمام زندگی من و طایفه‌ام وارد شده‌اند. من اینجا اعلام می‌کنم حضرت عباسی نصف این ذره بین را در زندگی هر کسی می‌انداختند، چه چیزهایی که از تویش درنمی‌آمد!»
در ادامه این وقایع، در فروردین ماه ۱۳۹۶ خورشیدی، بقایی با حضور در یک نشست خبری گفت: محکم می‌گویم هر سندی علیه بقایی دارید، از برگه بازجویی گرفته تا فیلم بازجویی، آن‌ها را منتشر کنید تا سیه‌روی شود هر که در او غش باشد.

## فعالیت انتخاباتی

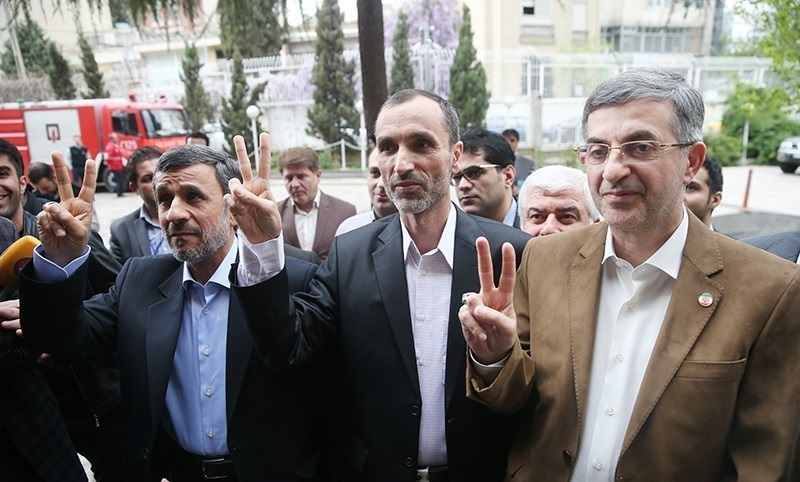
حضور بقایی برای ثبت نام در انتخابات ریاست‌جمهوری ایران (۱۳۹۶) به همراه محمود احمدی‌نژاد و اسفندیار رحیم مشایی

بقایی در بهمن ۱۳۹۵ خورشیدی، آمادگی خود را برای نامزدی در انتخابات ریاست جمهوری سال ۱۳۹۶ اعلام کرد. وی گفت که به عنوان یک نامزد مستقل وارد این عرصه می‌شود. محمود احمدی‌نژاد نیز در تاریخ ۲۹ اسفند ۱۳۹۵ با انتشار بیانیه‌ای حمایت خود را از بقایی اعلام کرد. صلاحیت بقائی توسط شورای نگهبان قانون اساسی در ۳۱ فروردین ۱۳۹۶ خورشیدی رد شد.

## تعقیبات قضایی ۱۳۹۶
حمید بقایی در روز یکشنبه ۱۸ تیر ۱۳۹۶ با حکم بازپرس پرونده سابق خود از مقابل خانه‌اش بازداشت و پس از تعیین وثیقه ۵۰ میلیارد تومانی در دادسرا و تهیه نشدن آن زندانی شد.
در ۲۲ تیر ۱۳۹۶ خورشیدی، علی‌اکبر جوانفکر مشاور محمود احمدی‌نژاد خبر داد که حمید بقایی، در اعتراض به آنچه وی بازداشت غیرقانونی خود نامید، اعتصاب غذا کرده‌است. او همچنین در مورد وضعیت جسمی بقایی ابراز نگرانی کرد. جوانفکر، در کانال تلگرامی خود ضمن اعلام این خبر نوشت که آقای بقایی به دلیل بازداشت قبلی خود «از عوارض ناشی از بیماری گوارشی و ضعف مفرط جسمی رنج می‌برد». جوانفکر افزود: اعتصاب غذا و شرایط بازداشت، سلامتی بقایی را «به‌طور جد به مخاطره می‌اندازد». جوانفکر همچنین اعلام کرد: مسئولیت «هرگونه آسیبی به سلامت جسمی و روحی» حمید بقایی «مستقیماً متوجه کسانی است که دستور بازداشت بلاوجه و غیرقانونی ایشان را صادر کرده‌اند».
در ۲۵ تیر ۱۳۹۶ غلامحسین محسنی اژه‌ای در یک کنفرانس خبری اتهامات حمید بقایی را «تصرف غیرمجاز، اختلاس و تبانی در معاملات دولتی» اعلام کرد. اژه‌ای همچنین گفت: «در روزهای اول هم که تحقیق انجام می‌شد مورد دیگری مطرح شد که دو میلیون یورو در اختیار متهم (حمید بقایی) بوده که این را باید به جای دیگری می‌داده ولی این در هیچ جایی ثبت و ضبط نشده که این موضوع هم باید پیگیری شود». بلافاصله، احمدی‌نژاد با انتشار بیانیه‌ای، ضمن تأکید بر «بی‌گناهی» حمید بقایی، تمامی اتهام‌های مطرح شده دربارهٔ بقایی را «کذب محض» خواند و اقدام سخنگوی قوه قضائیه در طرح این اتهامات در مقابل رسانه‌ها را «قابل تعقیب» توصیف کرد. احمدی‌نژاد، پیشتر قوه قضائیه را مسئول سلامتی حمید بقائی توصیف کرده‌بود و از اعتصاب غذای حمید بقایی در زندان خبر داده‌بود. پس از انتشار این بیانیه، عباس جعفری دولت‌آبادی، دادستان تهران نیز در ۲۷ تیرماه محتوای بیانیه احمدی‌نژاد دربارهٔ حمید بقایی را «مجرمانه» دانست و بر «محفوظ بودن حق تعقیب قضایی» نگارنده تأکید کرد.
در تاریخ ۳ مرداد ۱۳۹۶ «کانال تلگرامی دولت بهار»، از «وخامت حال» حمیدرضا بقایی و انتقال او از زندان به بیمارستان بقیةالله خبر داد. این کانال، همچنین با انتشار تصاویری از احمدی‌نژاد در محوطه این بیمارستان، نوشت: مأموران حراست با بستن در، «مانع ورود» احمدی‌نژاد به بیمارستان برای عیادت از بقایی شدند. همچنین علی اکبر جوانفکر که در تصاویر منتشر شده در کنار احمدی‌نژاد دیده می‌شود، در کانال تلگرامی خود نوشت: انتقال حمید بقایی به بیمارستان نتیجه اعتصاب غذای او بوده‌است. جوانفکر همچنین افزود: همسر بقایی تلاش کرده که با او در بیمارستان ملاقات کند، اما اجازه ملاقات نیافته‌است.
بقایی یک روز بعد از انتقال به بیمارستان و پس از ۱۸ روز بازداشت با تأمین ۲۰ میلیارد تومان وثیقه که توسط عده‌ای از مردم تأمین شد آزاد شد. او پس از آزادی در دفتر محمود احمدی‌نژاد مورد استقبال هوادارانش قرار گرفت. بقایی گفت: در طول بازداشت در اعتصاب غذا بوده و «نان حرام قوه قضائیه» را نخورده‌است. او افزود: حرف آقای محسنی اژه‌ای که گفته خود حمید بقایی خواسته تا در انفرادی بماند و به بند عمومی فرستاده نشود، دروغ است. احمدی‌نژاد و مشایی نیز از قوه قضائیه انتقاد کردند. مشایی در استقبال از حمید بقایی او را «نماد مقاومت» در برابر ظلم و ستم خواند.
حمید بقایی در آبان ۹۶ در نامه‌ای به قاضی پرونده خود، با اشاره به آنچه او «تخلفات مقامات قضایی و امنیتی» می‌داند، خواستار محاکمه دادستان تهران و بازجویانش در وزارت اطلاعات و سازمان اطلاعات سپاه پاسداران شد. وی در نامه‌ای به قاضی حیدری رئیس دادگاه ۱۰۵۷ کارکنان دولت، نحوه رسیدگی به پرونده خود را «حاکی از یک تصمیم قبلی سیاسی و خصمانه برای محکوم کردن» دولت محمود احمدی‌نژاد دانست. او همچنین اعلام کرد که بازجویان وزارت اطلاعات و سپاه پاسداران در مدت بازداشت از او خواسته بودند که به «جاسوسی برای اسرائیل و انگلیس»، «جرائم امنیتی»، «ارتباط با جن و پری» و «جرائم اخلاقی» اعتراف کند. به گفته وی در اواخر مرداد ماه ۹۴ حسین طائب، رئیس سازمان اطلاعات سپاه پاسداران، در زندان با او ملاقات داشته و گفته‌است که «اگر مطالبی علیه آقایان احمدی‌نژاد و مشایی بگویی آزاد می‌شوی». او همچنین اظهار داشت که بازجویان از او خواستند اعتراف کند محمود احمدی‌نژاد نیز «جاسوس» بوده‌است. به گفته او بازجوی وزارت اطلاعات همچنین از او خواسته بود که اعتراف کند یکی از اعضای دولت با یک زن ۸۰ ساله روابط نامشروع داشته‌است.
صبح چهارشنبه (۲۴ آبان ۹۶)، حمید بقایی و علی‌اکبر جوانفکر با بدرقه محمود احمدی‌نژاد راهی شهرری شده و در اعتراض به آنچه احقاق حق خود و جلوگیری از ظلم به آن‌ها در جریان پرونده‌شان، به همراه حبیب‌الله جزء خراسانی در حرم حضرت عبدالعظیم بست نشستند.
صبح روز چهارشنبه (۲۹ آذر ۹۶) حمید بقایی در صفحه تلگرام شخصی خود مدعی شد از طرف دادگاه به ۶۳ سال حبس محکوم شده‌است.

### ارتباط مالی پنهان با سپاه قدس
اوائل آذر ۱۳۹۶ سردار پورمختار نماینده اصولگرای مجلس نهم و دهم و عضو کمیسیون قضایی و حقوقی مجلس بقایی را متهم کرد که ۸میلیون و ۷۰۰هزار یورو و ۵۳۰هزار دلار مربوط به جنبش عدم تعهد توسط حمید بقایی مفقود شده‌است، که البته به گفته بقایی در جایی ثبت نشده و رسید دریافت نداشته‌است.
پیش از این در ۲۲ شهریور ۱۳۹۶ وبگاه دولت بهار به نقل از حمید بقایی اتهام «دریافت مقدار زیادی ارز از یک نهاد نظامی» را تکذیب کرده و گفته بود اگر سؤالی در این باره مطرح باشد «متوجه آن نهاد نظامی و مسئولین ذی‌ربط آن بوده». این اتهام در کیفرخواست دادستان و به استناد گزارش سازمان اطلاعات سپاه مطرح شده بود.
۲۰ بهمن ۱۳۹۶ بقایی اینچنین گفت:
اگر ادعای اطلاعات سپاه صحیح است چرا فرماندهان سپاه قدس که بی حساب و کتاب بدون اخذ سند و رسید به اینجانب ارز داده‌اند دادگاهی نمی‌شوند!؟ / سپاه قدس باید شاکی باشد که نیست … آیا تاریخ مصرف برخی به پایان رسیده و قرار است بزودی تصفیه‌هایی در سپاه صورت بگیرد و اینجانب هم باید بهانه و قربانی اختلافات درونی سپاه شوم؟
با توجه به گفته‌های خود بقایی دربارهٔ عدم شکایت سپاه قدس احتمالاً اشاره به اختلاف بین سپاه قدس و اطلاعات سپاه بوده، اگرچه قبلاً دیده نشده که قاسم سلیمانی که عکس وی در خبر وبگاه دولت بهار استفاده شده حمایتی از احمدی‌نژاد و نزدیکانش کرده باشد از طرفی بقایی می‌گوید که در اتهام تحویل ارز به ۱۴ مرداد ۱۳۹۲ اشاره شده‌است که به صورت اسمی ۲ روز پس از پایان کار وی بوده و به گزارش باشگاه خبرنگاران جوان در روز یکشنبه ۱۳ مرداد ۱۳۹۲ ساعت ۱۰ و ۳۰ دقیقه قرار بوده که همان روز ۱۳ مرداد محمد نهاوندیان کار خود را آغاز کند، اگرچه احسان مهرابی می‌گوید که خیلی شفاف نیست. «درخواست پرداخت پاداش جمعاً ۳۰۰ میلیون تومان به ۱۶ تن از اعضای دولت»، «کمک به دانشگاه بین‌المللی ایرانیان»، «کمک به سازمان خانه ایرانیان»، «کمک به روزنامه دولتی ایران» و «اتهام تبانی در عقد قرارداد و معاملات پنج شرکت» از اتهامات وارد شده به اوست.
محمود احمدی‌نژاد در پیام خود به مناسبت سالگرد انقلاب ۱۳۵۷ برادران لاریجانی را متهم کرد که آن‌ها در پی ریاست‌جمهوری و رهبری آینده جمهوری اسلامی هستند و افزود که «کسانی که در برابر اصلاح وضع کشور و تأمین منافع مردم و انقلاب، مقاومت و کارشکنی می‌کنند، در واقع فرصت رایگان به بیگانگان جهت دخالت در امور کشور می‌دهند و این کاری ضدانقلابی است».
شش دی سیدعلی خامنه‌ای تلویحاً احمدی‌نژاد را به انجام کار دشمن در داخل متهم کرده بود احمدی‌نژاد در پاسخ منتقدان نسبت به سرکوب‌های سال ۸۸ گفت برخی از مسائل را نمی‌دانستیم.

### دستگیری
بقایی از بابت تصرف غیرقانونی در اموال دولتی شامل ۷۰۳ سکه تمام بهار آزادی، ۱۸۴۲ قطعه نیم سکه، ۱۵ سکه دو و نیم، مبلغ ۲۱/۱۷۵/۳۰۰/۰۰۰ ریال وجوه نقدی و ۴۵۲/۵۱۰/۰۰۰ تومان کارت هدیه به پانزده سال حبس و جزای نقدی، بابت اختلاس به مبلغ ۳/۷۶۶/۵۰۰ یورو و۵۹۰ هزار دلار به پانزده سال حبس و جزای نقدی معادل ۴۳۳ میلیارد و ۲۱۲ میلیون ریال و انفصال دائم از خدمات دولتی و رد مال در حق دولت محکوم شد. پس از تأیید حکم دادگاه بدوی در دادگاه تجدیدنظر استان تهران و قطعیت آن و هم‌چنین ابلاغ حکم صادره، مأمورین پلیس روز سه‌شنبه ۲۲ اسفند ۱۳۹۶ نسبت به دستگیری و معرفی وی جهت اجرای حکم صادره از جمله ۱۵ سال حبس و چهل و سه میلیارد تومان جزای نقدی اقدام نموده و به زندان معرفی شد.

### اعتصاب غذا
وی پیشتر اعلام کرده بود که از روز بازداشتش دست به اعتصاب غذا خواهد زد و وکیل او که تماسی با وی در زندان داشته، تأیید کرده‌است که وی از روز ۸ فروردین ۱۳۹۷ دست به اعتصاب غذای خشک زده‌است و نسبت به سلامتیش ابراز نگرانی نموده‌است؛ در واکنش به این خبر محمود احمدی‌نژاد، ضمن ابراز نگرانی، مسئولیت هرنوع حادثه‌ای را برعهدهٔ همه مقامات کشور به‌ویژه مقامات قضایی اعلام کرد.